# Сезар (кінопремія, 1999)

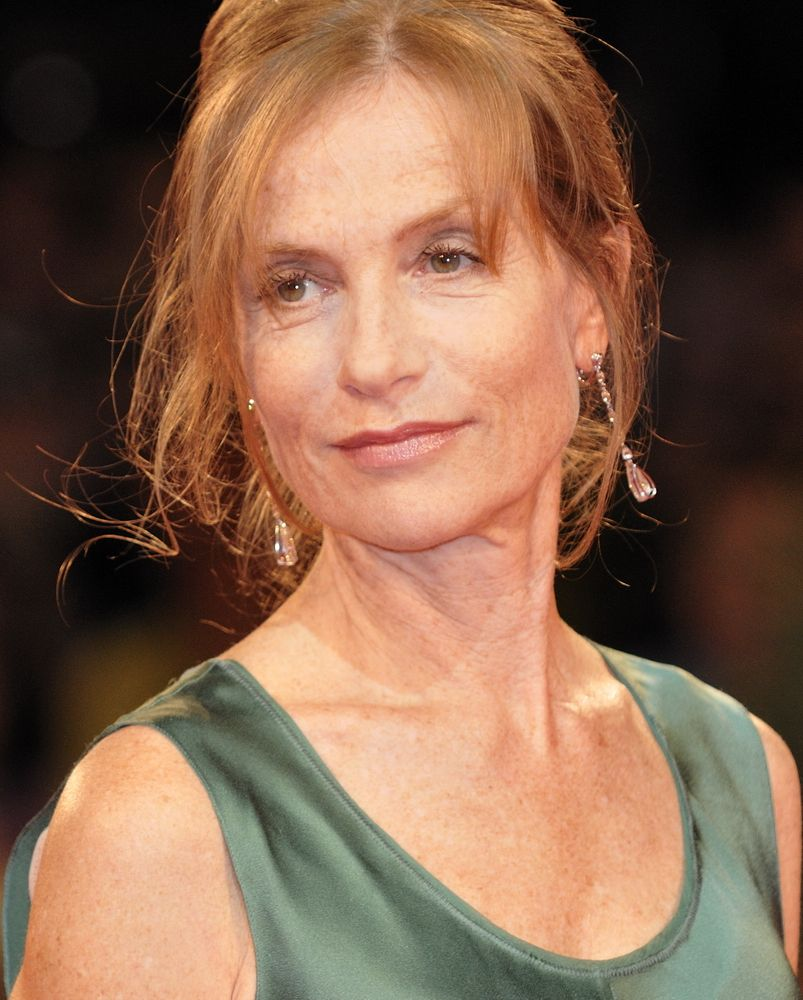
Президент 24-ї церемонії «Сезара» Ізабель Юппер

24-та церемонія вручення нагород премії «Сезар» Академії мистецтв та технологій кінематографа за заслуги у царині французького кінематографу за 1998 рік відбулася 6 березня 1999 року в Театрі Єлисейських полів (Париж, Франція).
Церемонія проходила під головуванням Ізабель Юппер, розпорядником та ведучим виступив французький актор, режисер та сценарист Антуан де Кон. Найкращим фільмом визнано стрічку Уявне життя ангелів режисера Еріка Зонка.

## Статистика
Фільми, що отримали декілька номінацій:
| Фільм                                                                         | Номінації | Перемоги |
| ----------------------------------------------------------------------------- | --------- | -------- |
| • Вандомська площа / Place Vendôme                                            | 12        | —        |
| • Ті, хто мене любить, поїдуть потягом / Ceux qui m'aiment prendront le train | 11        | 3        |
| • Уявне життя ангелів / La Vie rêvée des                                      | 7         | 3        |
| • Вечеря з недоуком / Le Dîner de cons                                        | 6         | 3        |
| • Таксі / Taxi                                                                | 7         | 2        |
| • Бажання / L'Ennui                                                           | 3         | —        |
| • Дивний чужинець / Gadjo dilo                                                | 3         | 1        |
| • Лотрек / Lautrec                                                            | 3         | 2        |
| • Потяг життя / Train de vie                                                  | 2         | —        |

## Список лауреатів та номінантів
★Переможців виділено окремим кольором.

### Основні категорії
| Категорії                                       | Лауреати та номінанти                                                                                               | Лауреати та номінанти                                                                                         |
| ----------------------------------------------- | --- | --- |
| Найкращий фільм                                 | ★ Уявне життя ангелів / La Vie rêvée des anges (реж.: Ерік Зонка)                                                   | ★ Уявне життя ангелів / La Vie rêvée des anges (реж.: Ерік Зонка)                                             |
| Найкращий фільм                                 | • Ті, хто мене любить, поїдуть потягом / Ceux qui m’aiment prendront le train (реж.: Патріс Шеро)                   | |
| Найкращий фільм                                 | • Вечеря з недоуком / Le Dîner de cons (реж.: Франсіс Вебер)                                                        | |
| Найкращий фільм                                 | • Вандомська площа (реж.: Ніколь Гарсія)                                                                            | |
| Найкращий фільм                                 | • Таксі / Taxi (реж.: Жерар Пірес)                                                                                  | |
| Найкраща режисерська робота                     | | • Патріс Шеро за фільм «Ті, хто мене любить, поїдуть потягом»                                                 |
| Найкраща режисерська робота                     | • Ерік Зонка — «Уявне життя ангелів»                                                                                | |
| Найкраща режисерська робота                     | • Франсіс Вебер — «Вечеря з недоуком»                                                                               | |
| Найкраща режисерська робота                     | • Ніколь Гарсія — «Вандомська площа»                                                                                | |
| Найкраща режисерська робота                     | • Жерар Пірес — «Таксі»                                                                                             | |
| Найкращий актор                                 | | • Жак Вільре — «Вечеря з недоуком» (за роль Франсуа Піньона)                                                  |
| Найкращий актор                                 | • Шарль Берлінг — «Бажання» (L'Ennui (film, 1998)) (за роль Мартена)                                                | |
| Найкращий актор                                 | • Жан-П'єр Дарруссен — «Спрут» (Le Poulpe (film)) (за роль Габріеля Лекуврера)                                      | |
| Найкращий актор                                 | • Антуан де Кон — «Чоловік як жінка» (L'homme est une femme comme les autres) (за роль Сімона Есканазі)             | |
| Найкращий актор                                 | • Паскаль Греггорі — «Ті, хто мене любить, поїдуть потягом» (за роль Франсуа)                                       | |
| Найкраща акторка                                | | • Елоді Буше — «Уявне життя ангелів» (за роль Ізабель «Ізи» Тостен)                                           |
| Найкраща акторка                                | • Катрін Денев — «Вандомська площа» (за роль Маріанни Малівер)                                                      | |
| Найкраща акторка                                | • Ізабель Юппер — «Школа плоті» (L'École de la chair) (за роль Домінік)                                             | |
| Найкраща акторка                                | • Сандрін Кіберлен — «На продаж» (À vendre (film)) (за роль Франс Робер)                                            | |
| Найкраща акторка                                | • Марі Трентіньян — «…І не червоніє» (… Comme elle respire) (за роль Жанни)                                         | |
| Найкращий актор другого плану                   | | • Даніель Прево — «Вечеря з недоуком» (за роль Люсьєна Шеваля)                                                |
| Найкращий актор другого плану                   | • Жак Дютрон — «Вандомська площа» (за роль Баттістеллі)                                                             | |
| Найкращий актор другого плану                   | • Бернар Фрессон — «Вандомська площа» (за роль Венсана Малівера)                                                    | |
| Найкращий актор другого плану                   | • Венсан Перес — «Ті, хто мене любить, поїдуть потягом» (за роль Вів'єна)                                           | |
| Найкращий актор другого плану                   | • Жан-Луї Трентіньян — «Ті, хто мене любить, поїдуть потягом» (за роль Жана-Батіста)                                | |
| Найкраща акторка другого плану                  | | • Домінік Блан — «Ті, хто мене любить, поїдуть потягом» (за роль Катрін)                                      |
| Найкраща акторка другого плану                  | • Анемон — «Лотрек» (Lautrec (film, 1998)) (за роль графині Адель де Тулуз-Лотрек)                                  | |
| Найкраща акторка другого плану                  | • Аріель Домбаль — «Бажання» (за роль Софі)                                                                         | |
| Найкраща акторка другого плану                  | • Катрін Фро — «Вечеря з недоуком» (за роль Марлен Сассер)                                                          | |
| Найкраща акторка другого плану                  | • Еммануель Сеньє — «Вандомська площа» (за роль Наталі)                                                             | |
| Найперспективніший актор                        | | • Бруно Пюцюлю (Bruno Putzulu) — «Маленькі любовні сум'яття» (Petits désordres amoureux)                      |
| Найперспективніший актор                        | • Ліонель Абеланський (Lionel Abelanski) — «Потяг життя»                                                            | |
| Найперспективніший актор                        | • Гійом Кане — «У саме серце» (En plein cœur)                                                                       | |
| Найперспективніший актор                        | • Ромен Дюріс — «Дивний чужинець»                                                                                   | |
| Найперспективніший актор                        | • Самі Насері — «Таксі»                                                                                             | |
| Найперспективніша акторка                       | | • Наташа Реньє — «Уявне життя ангелів»                                                                        |
| Найперспективніша акторка                       | • Маріон Котіяр — «Таксі»                                                                                           | |
| Найперспективніша акторка                       | • Елен де Фужроль — «І буде світло!» (Que la lumière soit !)                                                        | |
| Найперспективніша акторка                       | • Софі Гіймен (Sophie Guillemin) — «Бажання»                                                                        | |
| Найперспективніша акторка                       | • Рона Гартнер (Rona Hartner) — «Дивний чужинець»                                                                   | |
| Найкращий оригінальний або адаптований сценарій | | • Франсіс Вебер — «Вечеря з недоуком»                                                                         |
| Найкращий оригінальний або адаптований сценарій | • Патріс Шеро, Даніель Томпсон та П'єр Трівідік (Pierre Trividic) — «Ті, хто мене любить, поїдуть потягом»          | |
| Найкращий оригінальний або адаптований сценарій | • Роже Бобо (Roger Bohbot) та Ерік Зонка — «Уявне життя ангелів»                                                    | |
| Найкращий оригінальний або адаптований сценарій | • Жак Ф'єскі (Jacques Fieschi) та Ніколь Гарсія — «Вандомська площа»                                                | |
| Найкращий оригінальний або адаптований сценарій | • Раду Міхайляну — «Потяг життя»                                                                                    | |
| Найкраща музика до фільму                       | | • Тоні Ґатліф — «Дивний чужинець»                                                                             |
| Найкраща музика до фільму                       | • Клод Боллінг (Claude Bolling) та Френсіс Лей — «Випадок чи збіг» (Hasards ou coïncidences)                        | |
| Найкраща музика до фільму                       | • Філіп Міллер — «Жанна і чудовий хлопець»                                                                          | |
| Найкраща музика до фільму                       | • Akhenaton (група IAM) — «Таксі»                                                                                   | |
| Найкращий монтаж                                | ★Вероніка Ланж — «Таксі»                                                                                            | ★Вероніка Ланж — «Таксі»                                                                                      |
| Найкращий монтаж                                | • Франсуа Гедіж'є (François Gédigier) — «Ті, хто мене любить, поїдуть потягом»                                      | |
| Найкращий монтаж                                | • Люк Барньє (Luc Barnier) та Франсуаза Бонно (Françoise Bonnot) — «Вандомська площа»                               | |
| Найкраща операторська робота                    | ★ Ерік Готьє — «Ті, хто мене любить, поїдуть потягом»                                                               | ★ Ерік Готьє — «Ті, хто мене любить, поїдуть потягом»                                                         |
| Найкраща операторська робота                    | • Аньєс Годар — «Уявне життя ангелів»                                                                               | |
| Найкраща операторська робота                    | • Лоран Дайян (Laurent Dailland) — «Вандомська площа»                                                               | |
| Найкращі декорації                              | ★ Жак Руксель — «Лотрек»                                                                                            | ★ Жак Руксель — «Лотрек»                                                                                      |
| Найкращі декорації                              | • Сільвен Шовело та Рішар Педуцці (Richard Peduzzi) — «Ті, хто мене любить, поїдуть потягом»                        | |
| Найкращі декорації                              | • Т'єррі Фламан (Thierry Flamand) — «Вандомська площа»                                                              | |
| Найкращі костюми                                | ★ П'єр-Жан Ларрок (Pierre-Jean Larroque) — «Лотрек»                                                                 | ★ П'єр-Жан Ларрок (Pierre-Jean Larroque) — «Лотрек»                                                           |
| Найкращі костюми                                | • Сільві де Сегонзак — «Дон Жуан»                                                                                   | |
| Найкращі костюми                                | • Наталі дю Роскот та Елізабет Таверньє — «Вандомська площа»                                                        | |
| Найкращий звук                                  | ★ Венсан Арнарді та Венсан Туллі — «Таксі»                                                                          | ★ Венсан Арнарді та Венсан Туллі — «Таксі»                                                                    |
| Найкращий звук                                  | • Жан-П'єр Лафорс, Надін Мюз та Гійом Сіама — «Ті, хто мене любить, поїдуть потягом»                                | |
| Найкращий звук                                  | • Жан-П'єр Дюре (Jean-Pierre Duret) та Домінік Еннекен (Dominique Hennequin) — «Вандомська площа»                   | |
| Найкращий дебютний фільм                        | ★ Тільки Бог мене бачить (Dieu seul me voit (Versailles-Chantiers)) — реж.: Брюно Подалідес (Bruno Podalydès)       | ★ Тільки Бог мене бачить (Dieu seul me voit (Versailles-Chantiers)) — реж.: Брюно Подалідес (Bruno Podalydès) |
| Найкращий дебютний фільм                        | • Жанна і чудовий хлопець — реж.: Олів'є Дюкастель та Жак Мартіно                                                   | |
| Найкращий дебютний фільм                        | • Внутрішні райони () — реж.: Жак Ноло (Jacques Nolot)                                                              | |
| Найкращий дебютний фільм                        | • Уявне життя ангелів — реж.: Ерік Зонка                                                                            | |
| Найкращий дебютний фільм                        | • Дитина із Чаабі (Le Gone du Chaâba (film)) — реж.: Крістоф Ружжіа (Christophe Ruggia)                             | |
| Найкращий короткометражний фільм                | ★ Інтерв'ю / L'Interview (реж.: Ксав'є Джаннолі)                                                                    | ★ Інтерв'ю / L'Interview (реж.: Ксав'є Джаннолі)                                                              |
| Найкращий короткометражний фільм                | • Стара застава / La vieille barrière (реж.: Льєс Букітін)                                                          | |
| Найкращий короткометражний фільм                | • Прищіпки / Les pinces à linge (реж.: Жоель Брісс)                                                                 | |
| Найкращий короткометражний фільм                | • Рибка-убивця / Tueurs de petits poissons (реж.: Александр Гаврас)                                                 | |
| Найкращий короткометражний фільм                | • Корова, яка хотіла стрибнути через церкву / La vache qui voulait sauter par dessus l'église (реж.: Гійом Кассетт) | |
| Найкращий фільм іноземною мовою                 | Італія ★ Життя прекрасне / La vita è bella (Італія, реж.: Роберто Беніньї)                                          | Італія ★ Життя прекрасне / La vita è bella (Італія, реж.: Роберто Беніньї)                                    |
| Найкращий фільм іноземною мовою                 | Бразилія • Центральний вокзал / Central do Brasil (Бразилія, реж. Вальтер Саллес)                                   | |
| Найкращий фільм іноземною мовою                 | Данія • Свято / Festen (Данія, реж. Томас Вінтерберг)                                                               | |
| Найкращий фільм іноземною мовою                 | США • Врятувати рядового Раяна / Saving Private Ryan (США, реж. Стівен Спілберг)                                    | |
| Найкращий фільм іноземною мовою                 | США • Титанік / Titanic (США, реж. Джеймс Кемерон)                                                                  | |

### Спеціальні нагороди
| Нагорода         | Лауреати      | Лауреати           |
| ---------------- | ------------- | ------------------ |
| Почесний «Сезар» |               | • Педро Альмодовар |
| Почесний «Сезар» | • Джонні Депп |                    |
| Почесний «Сезар» | • Жан Рошфор  |                    |